# Cleistes
Genre
Classification phylogénétique
Cleistes est un genre d'orchidées terrestres comptant 64 espèces.

## Étymologie
Le nom de Cleistes vient du grec cleistes = fermé en référence à sa corolle

## Description
Orchidée terrestre à tige dressée et à fleurs lâches. 
Labelle en entonnoir fermé.

## Répartition
Amérique tropicale depuis la Floride jusqu'au Brésil.

## Liste d'espèces
- Cleistes acuminata Schltr. (1926)
- Cleistes aphylla (Barb.Rodr.) Hoehne (1926)
- Cleistes australis Schltr. (1925)
- Cleistes bella Rchb.f. & Warm. (1881)
- Cleistes bifaria (Fernald) Catling (1992)
- Cleistes brasiliensis (Barb.Rodr.) Schltr. (1925)
- Cleistes calantha (Schltr.) Schltr. (1926)
- Cleistes caloptera Rchb.f. & Warm. (1881)
- Cleistes carautae Toscano & Léoni (1997)
- Cleistes castaneoides Hoehne (1939)
- Cleistes catharinensis (Cogn.) Hoehne (1940)
- Cleistes cipoana Hoehne, (1939)
- Cleistes costaricensis Christenson, (1992)
- Cleistes divaricata (L.) Ames (1922)
- Cleistes elegantula (Schltr.) Schltr., (1926)
- Cleistes exilis Hoehne (1916)
- Cleistes fragrans (Schltr.) Schltr. (1926)
- Cleistes gert-hatschbachiana Hoehne (1952)
- Cleistes grandiflora (Aubl.) Schltr. (1926) - Typus Species
- Cleistes huberi Carnevali & I.Ramírez (1990)
- Cleistes humidicola (Schltr.) Schltr. (1926)
- Cleistes ionoglossa Hoehne & Schltr. (1926)
- Cleistes itatiaiae Pabst (1955)
- Cleistes latiglossa Hoehne (1939)
- Cleistes latipetala (Barb.Rodr.) Schltr. (1926)
- Cleistes latiplume Hoehne (1940)
- Cleistes lenheirensis (Barb.Rodr.) Hoehne (1940)
- Cleistes lepida (Rchb.f.) Schltr. (1926)
- Cleistes libonii (Rchb.f.) Schltr. (1926)
- Cleistes liliastrum Rchb.f. (1850)
- Cleistes macrantha (Barb.Rodr.) Schltr. (1926)
- Cleistes magnifica (Schltr.) Schltr. (1926)
- Cleistes mantiqueirae Rchb.f. & Warm. (1881)
- Cleistes metallina (Barb.Rodr.) Schltr. (1926)
- Cleistes miersii Gardner (1842)
- Cleistes monantha (Barb.Rodr.) Schltr., (1926)
- Cleistes montana Gardner (1842)
- Cleistes moritzii (Rchb.f.) Garay & Dunst. (1966)
- Cleistes nana (Schltr.) Schltr. (1926)
- Cleistes paludosa Rchb.f. (1850)
- Cleistes paranaensis (Barb.Rodr.) Schltr. (1926)
- Cleistes parviflora Lindl. (1840)
- Cleistes paulensis (Schltr.) Schltr. (1926)
- Cleistes pluriflora (Barb.Rodr.) Schltr. (1926)
- Cleistes pusilla Pansarin (2004)
- Cleistes quadricallosa (Barb.Rodr.) Schltr. (1926)
- Cleistes ramboi Pabst, (1953)
- Cleistes revoluta (Barb.Rodr.) Schltr. (1925)
- Cleistes rodeiensis (Barb.Rodr.) Schltr. (1926)
- Cleistes rodriguesii (Cogn.) Campacci (2005)
- Cleistes rosea Lindl. (1840)
- Cleistes silveirana Hoehne & Schltr. (1925)
- Cleistes speciosa Gardner (1842)
- Cleistes strangii Pabst (1975)
- Cleistes stricta (C.Schweinf.) Garay & Dunst. (1972)
- Cleistes tamboana Dodson & Carnevali (1997)
- Cleistes tenuis (Rchb.f.) Schltr. (1926)
- Cleistes triflora (C.Schweinf.) Carnevali & I.Ramírez (2000)
- Cleistes uliginosa Pabst (1967)
- Cleistes unguiculata (Rchb.f.) Schltr. (1926)
- Cleistes unifoliata (C.Schweinf.) Carnevali & I.Ramírez (1990)
- Cleistes vargasii (C.Schweinf.) Medley (1991)
- Cleistes venusta (Schltr.) Schltr. (1926)
- Cleistes vinosa (Barb.Rodr.) Schltr. (1926)

## Galerie

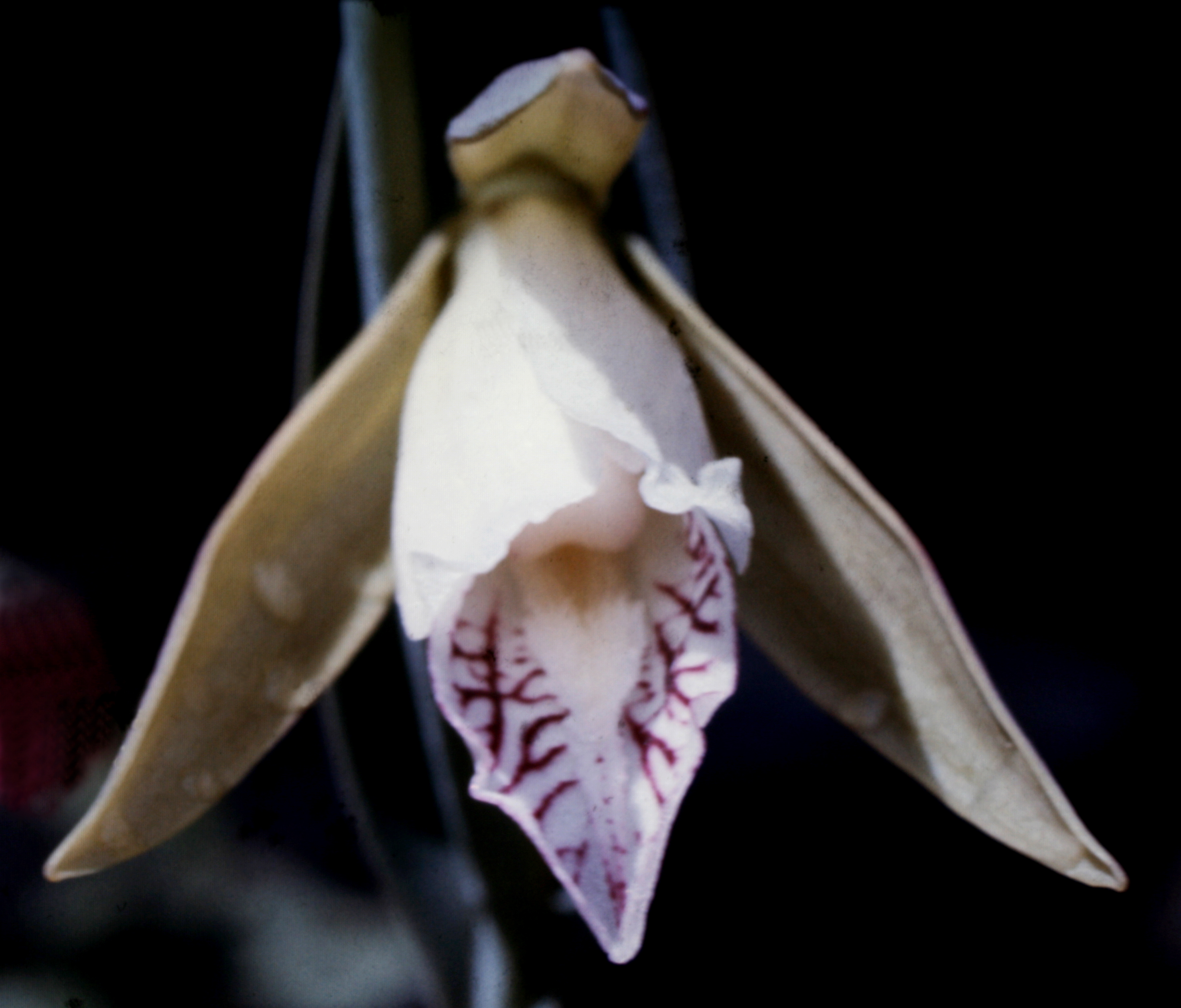
Cleistes rosea